# Kościół św. Katarzyny w Qormi
Kościół Świętej Katarzyny Aleksandryjskiej (malt. Il-knisja ta’ Santa Katerina t’Allessandria, ang. Church of St. Catherine of Alexandria) – rzymskokatolicki kościół w Qormi na Malcie.

Kościół położony jest przy Triq Santa Katerina.

## Historia

### Pierwszy kościół
Pierwszy kościół pod wezwaniem św. Katarzyny z Aleksandrii w Qormi zbudowany został prawdopodobnie w pierwszej połowie XVI wieku. Jego fasada skierowana była na zachód. Jest jednym z najstarszych kościołów na wyspie. Po raz pierwszy odnotowany został w raporcie Mons. Pietro Dusiny w 1575. Miał drewniany ołtarz i drzwi, lecz brakowało mu rektora i dochodów. Opiekunami i dobrodziejami kościoła św. Katarzyny w Qormi, a także dwóch pozostałych kościołów przy Triq Santa Katerina, św. Piotra oraz Matki Bożej „Ta’ Qrejca”, była bogata i wpływowa rodzina Cassia (lub Casha).

Podczas wizyty duszpasterskiej biskupa Tomasa Gargallo w 1588 zanotowano, że kościół, oprócz ołtarza głównego miał jeszcze trzy ołtarze boczne. Zostały one rozebrane jeszcze tego samego roku, zaś kamień z nich został użyty do zamurowania wejścia do pobliskiego kościoła św. Piotra. Wiadomo, że w 1575 Dusina zarządził sporządzenie w pierwszej kolejności drzwi do tego kościoła. Wydaje się zatem, że do 1588 nie zostało to jeszcze zrobione. W międzyczasie w kościele Santa Katerina biskup Gargallo nakazał zadbać o zamykanie na noc drzwi, aby kościół „nie był miejscem skandalu”.

W 1601 kościół dobrze funkcjonował i choć brakowało mu dochodów, miejscowi wierni zapewniali wszystko. Kościół w tym czasie miał obraz tytularny, ale nie posiadał jeszcze świeczników. W 1604 prokuratorem kościoła był Francesco Cassia. W 1615 biskup Baldassere Cagliares zanotował, że w kościele znajduje się obraz tytularny przedstawiający św. Katarzynę, ze św. Piotrem i św. Leonardem po obu stronach. Ponieważ wtedy kościół nie miał lampy, zamiast niej w soboty zapalano pochodnię. O potrzeby kościoła nadal dbali okoliczni mieszkańcy. Z jakiegoś powodu w 1618 biskup Cagliares nakazał zamknięcie świątyni. Ludzie jednak dalej do niej uczęszczali, o czym świadczy fakt, że w raporcie z wizyty tego samego biskupa w 1621 nie było żadnej wzmianki o poprzedniej decyzji.

W 1636 w zapiskach z wizyty biskupa Miguela Balaguera znajduje się opis ówczesnego kościoła: miał kształt prostokąta i był pokryty płaskim dachem wspartym na trzech łukach („cum tribus anatis et tecto lapideo”). Fasada wychodziła na zachód, a drzwi miały małe okienko, w którym znajdował się niewielki żeliwny krzyż („fenestrella cruce ferreafiluita”). Miał również kamienny ołtarz i obraz Mistyczne zaślubiny św. Katarzyny z Jezusem. Obraz przedstawiał św. Katarzynę w pięknej sukni, z koroną na głowie. Święta trzymała w dłoni palmę, symbol męczeństwa. Dzieciątko Jezus siedzące na kolanach Matki Bożej umieszczało pierścień na palcu świętej. Na obrazie widać było również św. Józefa, przedstawionego jako starca, oraz dwa anioły w tle. Biskup Balaguer Camarasa dodał, że herb namalowany po lewej stronie obrazu należał do Agostino Bonavii.

Kościół nadal funkcjonował przez cały wiek XVII. W dalszym ciągu obchodzono święto patronalne nieszporami i mszą świętą. Msze św. odprawiano także w każdą środę, na co niejaki Agostino Bonavia zostawił zapis z pola znanego jako „Ta' Ħarran”.

### Kościół dzisiejszy
Budowę kościoła, który widzimy dzisiaj, rozpoczęto około 1670, a ukończono w 1678. W tymże roku biskup Miguel Jeronimo de Molina napisał, że kościół był „pięknie zbudowany” („di bella fabrica”). Jego fundatorem był Agostino Bonavia, który pozostawił 40 skudów na ten cel. Potwierdził to biskup Paul Alphéran de Bussan podczas swej wizyty w 1747. Poświęcenie kościoła nastąpiło w 1696, co potwierdził biskup Bartolomé Rull w swym raporcie z wizyty w 1758.

## Architektura

### Wygląd zewnętrzny
Układ nowego kościoła zmienił się w porównaniu ze starym. Nowy, większy kościół został zbudowany z wejściem od strony wschodniej. Stoi na prostokątnej platformie niwelującej różnicę poziomów. Fasada typowa dla końca XVII wieku, pod wpływem stylu Lorenzo Gafà, ma dwa duże pilastry, po jednym w każdym rogu. Na nich wsparta jest entablatura z mocnym gzymsem, oraz zniszczonym przez Francuzów herbem biskupa Davide Cocco Palmieri. Nad całością dominuje dzwonnica typu bell-cot ze spływem wolutowym, mieszcząca jeden dzwon. Jej szczyt ozdabia złamany fronton, na którym stoi kamienny krzyż. Na zworniku arkady dzwonu wygrawerowana jest data „1797”, która może wskazywać datę budowy samej dzwonnicy lub datę umieszczenia w niej dzwonu. W rogach, na gzymsie, znajduje się para krótkich kamiennych filarów, na których umieszczone są duże kamienne kule. Na fasadzie dwa niewielkie kwadratowe okna zabezpieczone kratą, po jednym z każdej strony wejścia. Wejście, otoczone kamienną ramą, zwieńczone jest prostym gzymsem. Ponad nim prostokątne okno z witrażem przedstawiającym krzyż maltański, z ledwo widoczną datą „1696” na górnej belce ramy.

Na zachodniej ścianie kościoła znajduje się zakrystia, do której można wejść przez tylne drzwi. Nad drzwiami niewielkie okienko zabezpieczone kratą.

### Wnętrze
Wnętrze kościoła nakryte jest sklepieniem kolebkowym z siedmioma łukami wspartymi na wysoko umieszczonym gzymsie. Ołtarz umieszczony jest w płytkiej półkoliście zwieńczonej apsydzie, podniesiony dwa stopnie ponad poziom podłogi. Podczas wizyty duszpasterskiej biskupa Bartolomé Rulla w 1759 ołtarz ten wzmiankowany jest jako nowy, zawierający relikwie św. Katarzyny. Kamienna nastawa ołtarzowa otaczała obraz tytularny („… cum altare in interior prospectu erecto eius regio a reliquo Ecclesia seccanditur duos gradus”), dziś umieszczony w muzeum parafialnym. Na początku XX wieku retabulum pomalowane zostało we wzór imitujący marmur. U góry nastawy segmentowy fronton zamknięty w innym rozciętym naczółku wsparty jest na gzymsie. Całość opiera się na dwóch parach zgrupowanych pilastrów w stylu toskańskim, po parze z każdej strony. Poniżej segmentowego naczółka znajduje się prostokątna kamienna rama z wygrawerowanymi symbolami związanymi ze św. Katarzyną: koroną, palmą oraz kołem, symbolem jej męczeństwa.

Obraz znajdujący się w ołtarzu został, po wynajęciu budynku kościoła jako skład rusztowań przeniesiony do muzeum parafialnego. Obraz ten powstał w 1681 na zamówienie Sebastiana Bonavii, syna fundatora kościoła Agostino; imię i data są umieszczone na obrazie. Jest on prawdopodobnie wierną kopią obrazu, który opisał biskup Miguel Balaguer w 1636, lub jest to ten sam obraz odnowiony po 45 latach. Jego autor pozostaje nieznany.

## Świątynia dzisiaj
Kościół nie jest dziś wykorzystywany do celów religijnych, znalazł w nim miejsce skład rusztowań i sprzętu używanego do organizacji festynów parafialnych. Budynek wymaga renowacji, stan jego fasady z dnia na dzień się pogarsza.

## Ochrona dziedzictwa kulturowego
Kościół umieszczony jest na liście National Inventory of the Cultural Property of the Maltese Islands pod nr. 00444.